# 지겔 모듈러 다양체

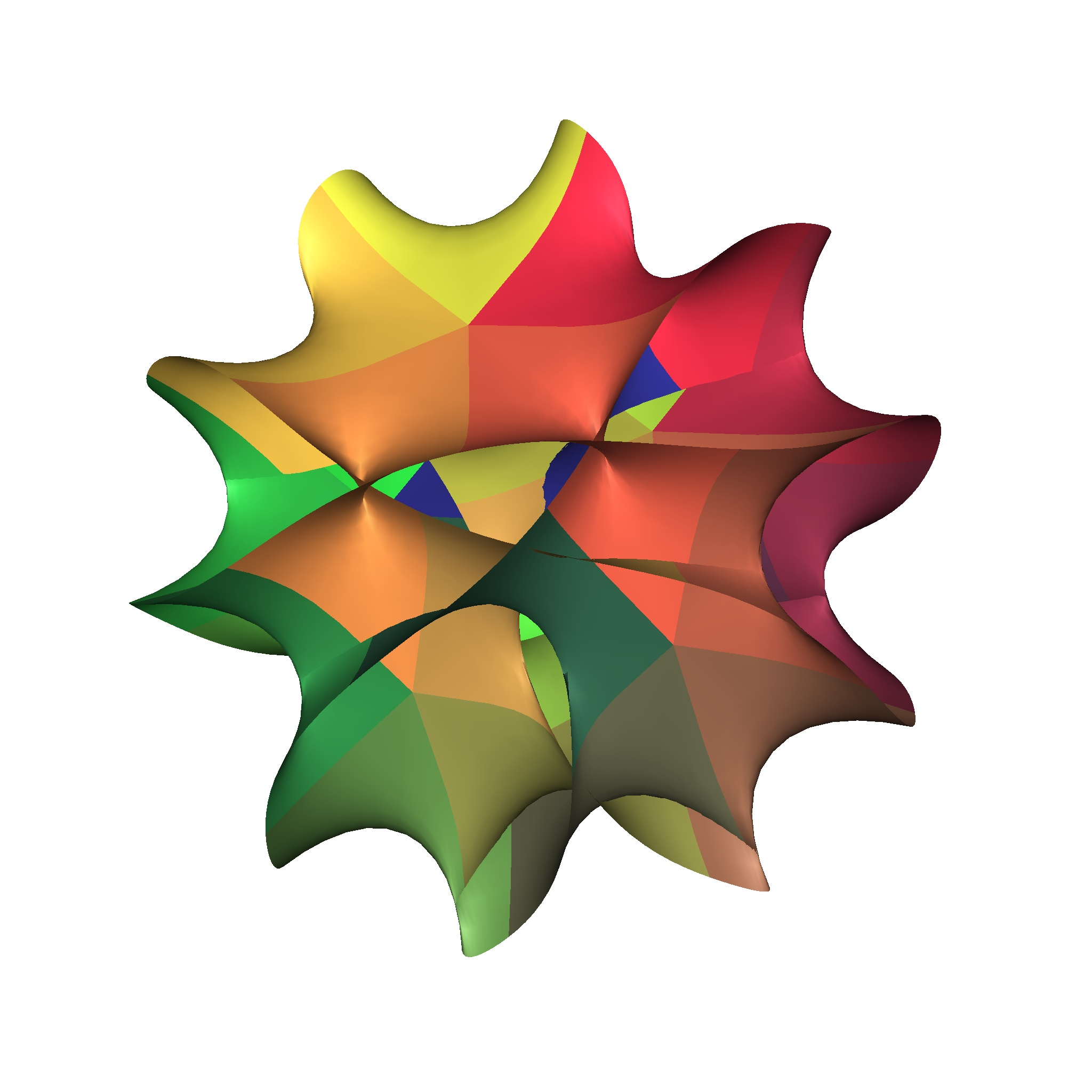
칼라비-야우 오차 삼중체의 2차원 단면. 이러한 오차 삼중체의 하나는 지겔 모듈러 다양체 A _{1,3} (2)의 콤팩드화와 쌍유리적으로 동일하다.

지겔 모듈러 다양체(영어: Siegel modular variety) 또는 지겔 모듈라이 공간(영어: Siegel moduli space)은 고정된 차원의 특정 유형의 아벨 다양체를 매개변수화하는 대수다양체이다. 보다 정확하게는 지겔 모듈러 다양체는 고정 차원의 주 극성화 아벨 다양체의 모듈라이 공간이다. 이 이름은 1943년에 이 다양체를 정의한 20세기 독일 정수론자 카를 루드비히 지겔의 이름을 따서 명명되었다.
지겔 모듈러 다양체는 시무라 다양체의 가장 기본적인 예이다. 지겔 모듈러 다양체는 타원 곡선의 모듈라이 공간을 더 높은 차원으로 일반화하고 고전적인 모듈러 형식을 더 높은 차원으로 일반화하는 지겔 모듈러 형식 이론에서 중심 역할을 한다. 그들은 또한 블랙홀 엔트로피와 등각장 이론에 적용된다.

## 구성
{\displaystyle g} 차원 주 극화 아벨 다양체를 매개변수화하는 지겔 모듈러 다양체 {\displaystyle A_{g}}는 대칭 군 작용에 의해 {\displaystyle g}차 지겔 상반 공간의 몫으로 구성된 복소 해석 공간으로 구성될 수 있다. 복소 해석 공간은 세르의 GAGA에 따라 자연스럽게 연관된 대수 다양체를 갖다.
레벨 n 구조를 사용하여 {\displaystyle g} 차원 주 극화 아벨 다양체를 매개변수화하는 지겔 모듈러 다양체 {\displaystyle A_{g}(n)}은 심플렉틱 군의 레벨 n 주 합동 부분 군의 작용에 의해 지겔 상반 공간의 몫으로 발생한다.
지겔 모듈형 다양체는 심플렉틱 벡터 공간과 연관된 시무라 데이텀에 의해 정의된 시무라 다양체로 구성될 수도 있다.

## 성질
지겔 모듈러 다양체 {\displaystyle A_{g}}는 {\displaystyle g(g+1)/2}차원 다양체이다. 게다가 Yung-Sheng Tai, 에버하르트 프라이타그 및 데이비드 멈퍼드는 {\displaystyle A_{g}}가 {\displaystyle A_{g}}일 때 일반 유형임을 보여주었다.
지겔 모듈형 다양체는 사영 다양체를 얻기 위해 콤팩트화될 수 있다. 특히, {\displaystyle A_{2}(2)}의 콤팩트화는 유리 다양체인 세그레 삼차 삼중체와 쌍유리적으로 동일한다. 유사하게, {\displaystyle A_{2}(3)}의 콤팩트화는 역시 유리 다양체인 Burkhardt 사차 삼중체와 쌍유리적으로 동일하다. {\displaystyle A_{1,3}(2)}로 표시된 또 다른 지겔 모듈러 다양체는 고다이라 차원이 0인 모듈러 칼라비-야우 다양체와 쌍유리적으로 동형인 바르토-니에로 오차 삼중체와 쌍유리적으로 동형인 콤팩트화를 갖는다.

## 응용
지겔 모듈러 형식은 지겔 모듈러 다양체에서 벡터 값 미분 형식으로 발생한다. 지겔 모듈러 다양체는 지겔 모듈러 형식 이론을 통해 등각장 이론에 응용되었다. 지겔 모듈러 형식은 끈 이론에서 초대칭 블랙홀의 D1D5P 계에서 블랙홀 엔트로피의 미시 상태를 자연스럽게 포착한다.
1968년에 알렉세이 파신은 파신의 트릭을 도입하여 샤파레비치 유한성 추측이 참이라면 모델 추측(현재 팔팅스의 정리로 알려짐)이 성립함을 보여주었다. 1983년과 1984년에 게르트 팔팅스는 샤파레비치 유한성 추측을 증명하여 모델 추측의 증명을 완성했다. 팔팅스 증명의 주요 아이디어는 지겔 모듈러 다양체를 통해 팔팅스 높이와 순진한 높이를 비교하는 것이다.

## 같이 보기
- 힐베르트 모듈러 곡면
- 힐베르트 스킴
- 야코비 다양체